# 宣耀殿

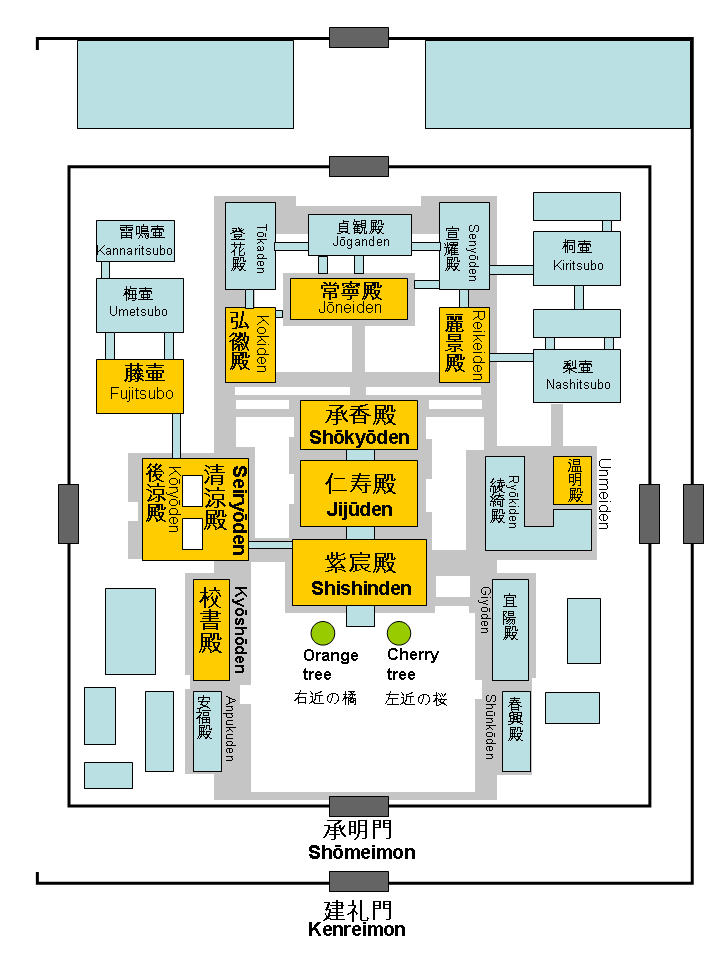
平安京内裏図

宣耀殿（せんようでん）とは、平安御所の後宮の七殿五舎のうちの一つ。女御などが居住した。
内裏の北辺に位置し、麗景殿の北、淑景舎（桐壺）の西。
宣耀殿を賜っていたのが知られるのは、
- 村上天皇女御・藤原芳子（小一条女御、藤原師尹女）
- 三条天皇皇后・藤原娍子（藤原済時女） - 上述の村上天皇女御・藤原芳子の姪
- 後朱雀天皇皇后・禎子内親王（三条天皇皇女、のち弘徽殿へ移転）
- 後冷泉天皇中宮・章子内親王（後一条天皇皇女）
- 白河天皇女御・藤原道子（藤原能長女、のち承香殿へ移転）